# カシュガル・ホージャ
カシュガル・ホージャとは、イスラム教の一派であるナクシュバンディー教団の指導者（ホージャ）のうち、16世紀から18世紀にかけて東トルキスタンで独立した政権を形成した家系である。

## イスハーキーヤ（黒山党）
ナクシュバンディー教団の指導者であったアフマド・カーサーニー（マフドゥミ・アザム）の次男のムハンマド・イスハーク・ワリー（? - 1599年）はサマルカンドからカシュガル、ホータン、アクス、クチャに滞在し、1599年にサマルカンドに帰還した。彼の系統は、カシュガル・ホージャ家のイスハーキーヤまたはカラタグルク、黒山党と呼ばれた。イスハーキーヤはヤルカンドに大きな影響力を持った。

## アーファーキーヤ（白山党）
ホージャの別の系統はアフマド・カーサーニーの長男のイーシャーニ・カラーン>（ムハンマド・アミーン）のものであった。
最初に東トルキスタンを訪れたのはムハンマド・アミーンの子のホージャ・ユースフ（? - 1652年/53年）であった。ホージャ・ユースフの子がホージャ・アファークであった。この系統は、アーファーキーヤまたはイーシャーニーヤまたはアクタグルク（白山党）と呼ばれた。
白山党は、黒山党（イスハーキーヤ）との抗争に敗北し、東トルキスタンを追放され、1671年から1672年にかけて西寧に移り、そこで布教に成功し、おおくの中国ムスリム信徒（回民）を獲得した。
白山党の一派にアーファーク統がある。

### アーファーク統の人物
- ブルハン・アッディーン
- ホージャ・ジャハーン（中国語版） - ブルハン・アッディーンの弟。
- ホージャ・サリムサク（中国語版） - ブルハン・アッディーンの子。
- ジャハーンギール・ホージャ - ブルハン・アッディーンの孫。ホージャ・サリムサクの子。1820年代に清朝に対してホージャ復活運動を展開した。
- ワリー・ハン - ジャハーンギール・ホージャの子。のちヤクブ・ベクの下に逃れるが、毒殺される。
- ブズルグ・ホージャ

## 史料

### ヤーリング写本
スウェーデンのルンド大学図書館には、グンナ ・ヤーリング(Gunnar Jarring)の中央アジア、とりわけ東トルキスタンに関するコレクションがある。このうちProv.219番写本(LundsUniversitetsbiblioteket,Gunnar Jarring Collection,Handskriftsavt,Prov.219.)には、カーシュガル・ホージャ家アーファークに関する系図などの記録が残されている。